# Забірське сільське поселення
Забі́рське сільське поселення (рос. Заборское сельское поселение) — сільське поселення у складі Тарногського району Вологодської області Росії.
Адміністративний центр — село Красне.

## Населення
Населення сільського поселення становить 972 особи (2019; 1142 у 2010, 1607 у 2002).

## Історія
Станом на 1999 рік існували Забірська сільська рада(22 населених пункти) та Лохотська сільська рада (21 населений пункт). Станом на 2002 рік існували Забірська сільська рада (села Красне, Ромашевський Погост, присілки Аксеновська, Боярська, Горяєвська, Гусіха, Катеринино, Кротовська, Куревіно, Оліскіно, Петряєвська, Пігасовська, Поспіловська, Регішевська, Свірчковська, Семеновська, Сенюковська, Сметанино, Струково, Тимонинська, Фатьяново, Якушевська) та Лохотська сільська рада (присілки Алферовська, Антипинська, Будрінська, Верхнє Буково, Відерниковська, Воронинська, Дуброва, Жуковська, Клевцовська, Конашевська, Макаровська, Міхаліха, Нікітіха, Ожигінська, Пахотіно, Плошиловська, Самсоновська, Стрілиця, Стуловська, Терентьєвська, Тюпріха). 2006 року сільради були перетворені у Забірське сільське поселення.
2021 року були ліквідовані присілки Аксьоновська та Пігасовська.

## Склад
До складу сільського поселення входять:
| Населений пункт           | Населення, осіб (2002) | Населення, осіб (2010) |
| ------------------------- | ---------------------- | ---------------------- |
| Аксьоновська, присілок    | 0                      | 0                      |
| Алферовська, присілок     | 54                     | 25                     |
| Антипинська, присілок     | 9                      | 4                      |
| Боярська, присілок        | 6                      | 1                      |
| Будрінська, присілок      | 51                     | 26                     |
| Верхнє Буково, присілок   | 0                      | 0                      |
| Відерниковська, присілок  | 6                      | 4                      |
| Воронинська, присілок     | 7                      | 2                      |
| Горяєвська, присілок      | 69                     | 51                     |
| Гусіха, присілок          | 50                     | 16                     |
| Дуброва, присілок         | 31                     | 16                     |
| Жуковська, присілок       | 1                      | 2                      |
| Катеринино, присілок      | 39                     | 31                     |
| Клевцовська, присілок     | 19                     | 11                     |
| Конашевська, присілок     | 0                      | 0                      |
| Красне, село              | 457                    | 402                    |
| Кротовська, присілок      | 17                     | 6                      |
| Куревіно, присілок        | 6                      | 0                      |
| Макаровська, присілок     | 0                      | 0                      |
| Міхаліха, присілок        | 0                      | 0                      |
| Нікітіха, присілок        | 25                     | 11                     |
| Ожигінська, присілок      | 1                      | 0                      |
| Оліскіно, присілок        | 0                      | 0                      |
| Пахотіно, присілок        | 0                      | 0                      |
| Петряєвська, присілок     | 0                      | 0                      |
| Пігасовська, присілок     | 0                      | 0                      |
| Плошиловська, присілок    | 47                     | 29                     |
| Поспіловська, присілок    | 44                     | 29                     |
| Регішевська, присілок     | 69                     | 49                     |
| Ромашевський Погост, село | 159                    | 104                    |
| Самсоновська, присілок    | 40                     | 26                     |
| Свірчковська, присілок    | 53                     | 39                     |
| Семеновська, присілок     | 49                     | 38                     |
| Сенюковська, присілок     | 13                     | 7                      |
| Сметанино, присілок       | 31                     | 22                     |
| Стрілиця, присілок        | 0                      | 0                      |
| Струково, присілок        | 32                     | 26                     |
| Стуловська, присілок      | 0                      | 0                      |
| Терентьєвська, присілок   | 0                      | 0                      |
| Тимонинська, присілок     | 0                      | 0                      |
| Тюпріха, присілок         | 131                    | 85                     |
| Фатьяново, присілок       | 61                     | 62                     |
| Якушевська, присілок      | 30                     | 18                     |